# 丹波布

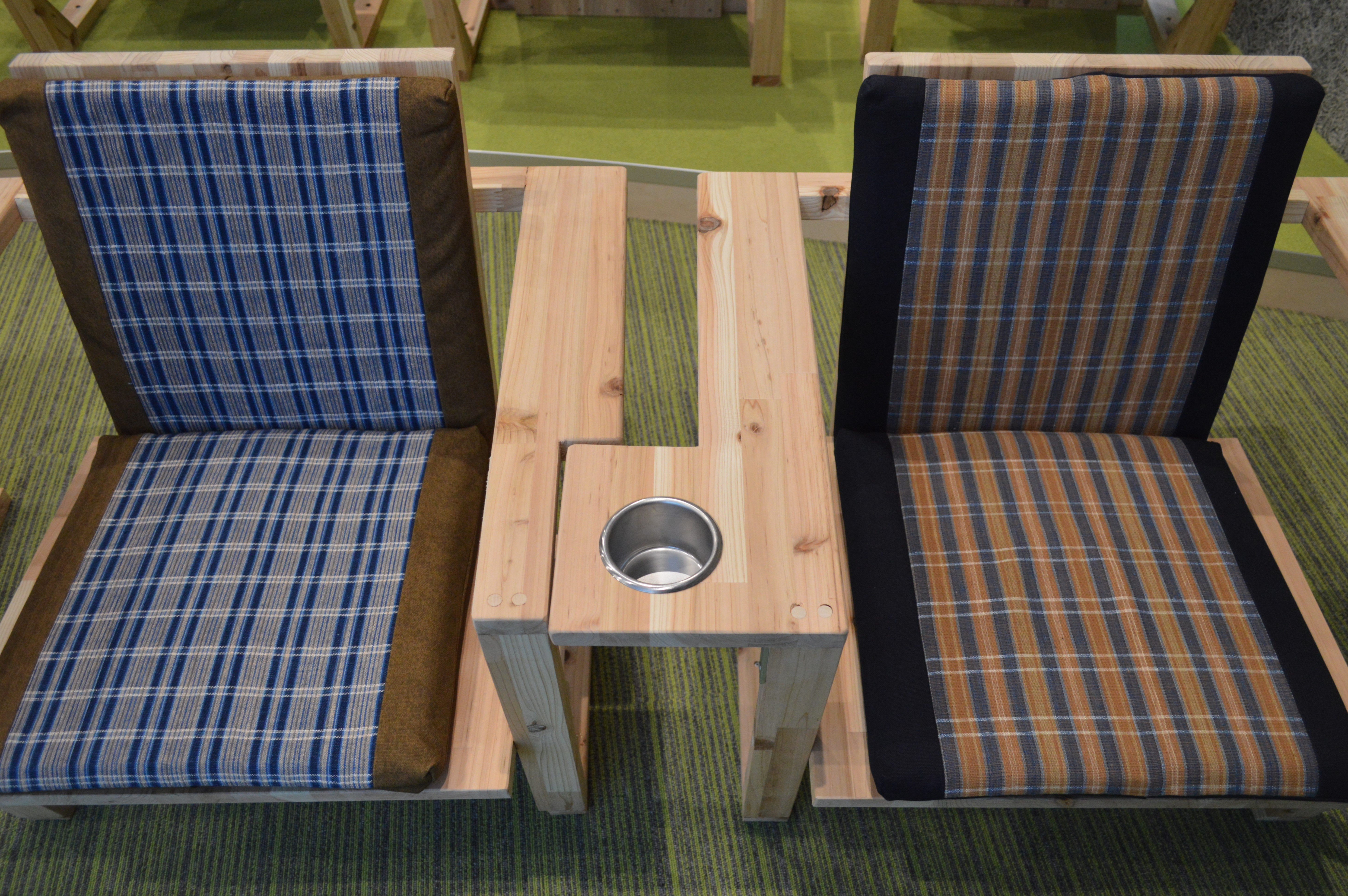
丹波布を用いたヱビスシネマ。の椅子

丹波布（たんばふ / たんばぬの）とは、かつて丹波国佐治村（現在の兵庫県丹波市青垣町佐治）で織られていた布。手紡ぎの絹と木綿を交織にした平織の手織り布であり、明治時代末期まで織られていた。兵庫県伝統工芸品。
本来の呼び名は縞貫（しまぬき）もしくは佐治木綿（さじもめん）だったが、1953年（昭和28年）に柳宗悦が『日本工芸』で丹波布の名で紹介して以来、丹波布の名で通るようになった。丹波篠山に伝わる丹波木綿とは異なる。

## 歴史

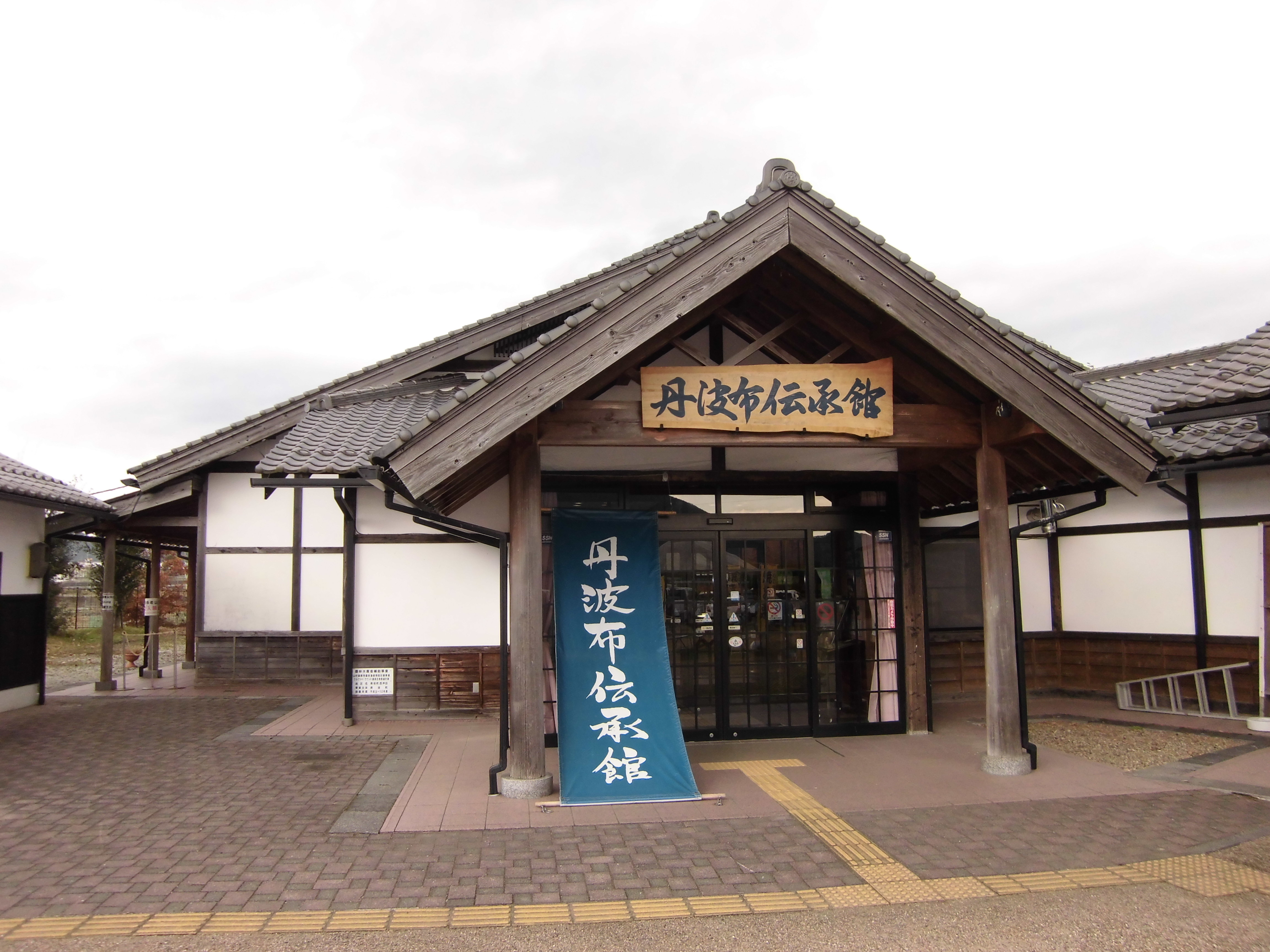
丹波布伝承館

### 普及と衰退
文政年間、播州木綿の影響を受けて、野良着などとして製作が始まったと考えられている。幕末から明治の初めに盛んに制作され、京都周辺には佐治木綿として販売された。布団や小袖に仕立てられて愛好された。しかし、大正時代に入って衰退し、忘れ去られることとなった。

### 復興運動
昭和の初めに至り、柳宗悦が京都の朝市で偶然に魅力的な縞木綿を見出し、工芸研究家の上村六郎に産地の特定を依頼した。1931年（昭和6年）、上村は縞木綿が佐治村で織られていた佐治木綿であることを特定した。
1953年（昭和28年）には上村の指導により、丹波布の再現が行われる。1954年（昭和29年）には、上村と柳の後援の下、丹波布技術保存会が発足した。1957年（昭和32年）3月30日には国の選択無形文化財に選択された。
1993年（平成5年）には兵庫県伝統的工芸品に指定された。2017年（平成29年）11月には選択無形文化財選択60周年を記念して、丹波の森公苑で「丹波布に魅せられて～復興の足跡～」が開催された。
道の駅あおがきには丹波布伝承館が設置されている。2018年（平成30年）には丹波市柏原町に丹波布を主体とするショップ「工芸の店かぶら」がオープンした。
2021年（令和3年）7月30日、丹波市氷上町に映画館のヱビスシネマ。が開館した。ヱビスシネマ。のホールには間伐材を使用した木製椅子が設置されており、丹波布伝承館の卒業生らが手織りした丹波布が張られている。

## 特徴
木綿平織の縞織物だが、緯糸に木綿だけでなく屑繭から紡ぎ出した「つまみ糸」を織り込むことに特徴がある。
藍と茶を基本色とし、藍と茶と黄、藍と黄を合わせた緑で縞柄や格子柄を織り上げる。
染料は村の周辺で手に入る植物に由来する。藍に加えて、茶色の染料として里山に自生する栗の皮、ヤマモモの樹皮、ハンノキの樹皮などを用いる。黄色は田畑の畔道に生えるコブナグサを中心に、キクイモ、ビワの樹皮を使う。
これら自然の染料を媒染剤を変えたり、浸染の回数を加減することで、微妙な色調を表現する。ざっくりとした風合と素朴な美しさから、柳宗悦には「静かな渋い布」と称された。